# František Jech
František Jech (22. února 1884 Doňov  – 20. července 1960 Moravské Budějovice ) byl pedagog na moravskobudějovickém gymnáziu, historik, muzejník, sokolský a osvětový pracovník. Často pracoval s Josefem Fišerem.

## Život
František Jech se narodil v Doňově, v rodině místního rolníka Jana Jecha a jeho manželky Anny, rozené Hlávkové. Po maturitě na gymnáziu v Jindřichově Hradci studoval na Filosofické fakultě české Karlo-Ferdinandovy university v Praze. Po studiích se usadil v Moravských Budějovicích, kde od září 1912 získal místo na místním obecním reálném gymnáziu, nejprve jako suplující učitel, později jako profesor. Kromě pedagogické činnosti se věnoval bádání na poli regionální historie, práci v muzeu a v Sokole. Jeho historické statě položily základ regionální historiografie Moravskobudějovicka.

### Rodinný život
Dne 5. srpna 1913 se ve Stráži nad Nežárkou oženil se Zdeňkou Novotnou (1891–1952), dcerou řídícího učitele Jana Novotného z Příbraze u Stráže nad Nežárkou. Manželé Jechovi měli tři děti. Závěr života prožil v domově důchodců ve Velkém Újezdě. Spolu s manželkou je pohřben v Moravských Budějovicích, autorem náhrobku je František Bílek.

## Dílo
František Jech byl přítelem Otokara Březiny, což se projevilo na jeho díle. Další část jeho díla je věnována jeho působišti – Moravským Budějovicím. Knižně vyšlo:
- Proslov před šikem (Výjev ze sokolské tělocvičny, pro sokolské akademie; Moravské Budějovice, Fr. Valach, 1919)
- Padesátiletí Městské spořitelny v Mor. Budějovicích – 1875–1924 (V Moravských Budějovicích, Městská spořitelna, 1925)
- Místo harmonie a smíření (meditace na hrobě Otokara Březiny; Moravské Budějovice, Sylvestr Talla, 1930)
- Otokar Březina, pěvec síly, víry a lásky (Moravské Budějovice, Sylvestr Talla, 1934)
- Činnost "Společnosti Ot. Březiny v Jaroměřicích n.R." v prvém pětiletí (V Jaroměřicích n.Rok.,Společnost Otakara Březiny, 1935)
- Šedesát let Obchodního domu F. G. Procházky (kus hospodářské historie Mor. Budějovic; V Mor. Budějovicích, Obchodní dům F. G. Procházky, 1936)
- Země, v níž odpočívá Otokar Březina (beseda o Moravskobudějovicku, přednesená v brněnském rozhlase 17. února 1937; Jaroměřice n. Rok., Společnost Otokara Březiny, 1937)
- Dvě návštěvy T.G. Masaryka v Mor. Budějovicích (V Mor. Budějovicích, F. Jech, 1938)
- Smrt Otokara Březiny v lidové poesii (Moravské Budějovice, nákladem autora, 1939)
- Moravské Budějovice (propagační publikace, popis, historie, život, adresář doporučených podniků všech oborů;V Berouně : Propagační ústav pro českomoravská města, 1940?)
- U Březiny (záznamy hovorů; Praha, Trigon, 2001)

### Díla Věnovaná Moravským Budějovicím
Moravským Budějovicím a okolí věnoval František Jech tato díla (neuvedená v databázi Národní knihovny):
- Obrázky z dějin Moravských Budějovic (1925)
- Nástin dějin Moravského Budějovicka a Jemnicka (1927)
- Soupis osob literárně, vědecky neb umělecky činných, které se v politickém okrese moravskobudějovickém narodily nebo v něm žily (1927)
- Založení a zlatá doba Jemnice (1928)
- Historické základy politického okresu moravskobudějovického (1929)